# Negma Ibrahim
Negma Ibrahim (en arabe : نجمة إبراهيم), est une actrice égyptienne, née le 25 février 1914 en Égypte et morte le 4 juin 1976 en Égypte à l'âge de 62 ans.

## Biographie
Negma Ibrahim est une des légendes du cinéma égyptien et une des premières actrices d'Égypte. Elle commence sa carrière comme chanteuse en 1921. Puis elle passe au théâtre avant de se tourner vers le cinéma, puis par la suite jouer dans des séries. Elle est connue pour ses rôles de belle-mère odieuse, de femme dure de caractère ou encore de chef de mafia avec des bandes de criminels.
Negma Ibrahim se fait connaître en 1953 avec le rôle de la tueuse Raya dans Raya et Sekina, un film dramatique inspiré d'une histoire vraie, au côté de l'actrice Zouzou Hamdi El Hakim. Cependant, Negma Ibrahim perd la vue en 1963. Elle part alors en Espagne aux frais de l'État pour rencontrer un spécialiste en ophtalmologie. Son opération est un succès et lui permit de retrouver la vue. Par la suite, elle est malheureusement atteinte d'une autre maladie grave qui l'obligea à arrêter sa carrière pendant 10 ans jusqu'à sa mort le 4 juin 1976. Elle fait sa dernière apparition en 1967 au théâtre avec La Chanson de la mort. Le cinéma égyptien a perdu avec elle une des rares actrices qui ait su s'imposer dans le rôle de méchante.

## Filmographie
- 1933 : El zowaje (Le Mariage)
- 1940 : Le Garage : Rafiaa
- 1942 : Une nuit heureuse
- 1942 : Aïda : directrice de l'école
- 1944 : Qui a raison : Adila
- 1945 : Rabha : 'Safeya
- 1945 : Antar et Abla : Somaya
- 1946 : La Faute
- 1946 : Aawedete el Kafla
- 1947 : L'Ange de la miséricorde : Nafissa
- 1947 : Le Roi du mal
- 1947 : La Prisonnière numéro 17
- 1947 : Les Aventures d'Antar et Abla : Somaya
- 1948 : Les Deux Orphelines : Fada
- 1948 : Un homme qui ne dort jamais : Hamida
- 1949 : Le Secret de la princesse : Om Daoud
- 1949 : Mon fils : Salha
- 1949 : La Chaise de confession : Mme Glaritcha
- 1951 : La Nuit de l'amour : la directrice de l'orphelinat
- 1951 : La Victime mon amour : Selikha
- 1951 : Je suis le passé : Roaya
- 1952 : Un amour dans la souffrance : Om Gaber
- 1952 : Raya et Sekina : Raya
- 1953 : Les Esclaves du passé
- 1953 : Les Esclaves de l'argent
- 1953 : La Musique de mon amour : la belle-mère dans la pièce de théâtre
- 1954 : La Danse d'adieux : Zakeya
- 1954 : Le Doute meurtrier : Zeinab
- 1954 : L'Abandonnée : Baheya
- 1955 : Ismail Yassine rencontre Raya et Sekina : Raya
- 1955 : Ils m'ont rendu criminelle : Dawahi
- 1955 : 4 Filles et un officier : directrice de Prison
- 1955 : Le Bruit du bracelet : Om Baddaoui
- 1956 : Je ne vais jamais pleurer : Tante Assma
- 1956 : Crime et Châtiment : vendeuse de Bijoux
- 1959 : Madame X : Amina Hanem
- 1960 : Plus fort que la vie : Hafiza
- 1960 : Zebeida (série télévisée)
- 1960 : El Sakya wa el Daheya wa el rahil (série télévisée)
- 1961 : Les Nuits chaudes : la mère d'Ahmad
- 1962 : J'aime cet homme : Mabrouka
- 1962 : Les Victoires des héros : Om Helal
- 1962 : Les Trois Chevaliers : mademoiselle Khandoura Hanem
- 1966 : Il a volé sa tante (téléfilm) : mademoiselle Tawhida Hanem
- 1966 : Les Innocents (série télévisée) El Haga Zohra

## Théâtre
- 1921 : Charazad :
- 1929 : Khadete Elkamelya :
- 1932 : Le fils du tueur :
- 1935 : Marwahete El Lidy Wa Nedmire :
- 1935 : Madame Hoda :
- 1936 : Keisse et Layela :
- 1937 : Safwane :
- 1937 : Gazaa el Hak :
- 1938 : Le Millionnaire :
- 1939 : Ser elhakem beaamr alah :
- 1939 : Madrassete elechaate :
- 1940 : El Kadeya :
- 1940 : El leaab bi el nar :
- 1941 : El Malek Leir :
- 1941 : Monsieur Kélinof : Mary Christine (à partir du 10 octobre 1941.)
- 1943 : Keisse et Lobna :
- 1944 : Zalikha Ameraaete El Aziz :
- 1945 : Wassafo :
- 1945 : Aawedette El Kafala" :
- 1946 : Zogue Kamel :
- 1946 : Fou de Laila :
- 1946 : El osstaz Kelenoz :
- 1946 : El Baasse :
- 1946 : Bertanya :
- 1947 : Bertanya :
- 1947 : Le Roi :
- 1947 : Elaabassa :
- 1948 : El Nasser :
- 1948 : Masaa Elhelmeya :
- 1948 : El Ab léonard :
- 1950 : El mal wa el banoune :
- 1950 : Chagarette El Dor :
- 1951 : On est tous comme ça :
- 1951 : El Garima El Aazami :
- 1952 : Rassbotine :
- 1952 : Le désert :
- 1953 : Le secret de Charazad : (à partir du 5 novembre 1953.)
- 1955 : Le secret de la tueuse Raya : Raya
- 1958 : Le mariage du coiffeur :
- 1959 : L'étudiant du diable : (De 1959 à 1960)
- 1959 : Une vie sincère : (De 1959 à 1960)
- 1960 : El Kadeya :
- 1960 : El lahza el haregua : (De 1960 à 1961)
- 1962 : Golfedane Hanem : (De 1962 à 1964)
- 1964 : Crime et Châtiment : (De 1964 à 1965)
- 1965 : Yataleaa El Chagara :
- 1965 : Yassine et Baheya :
- 1967 : La chanson de la mort :